# یولانتا اومتسکا
یولانتا اومتسکا (لهستانی: Jolanta Umecka؛ زادهٔ ۱۷ مارس ۱۹۳۷) بازیگر، موسیقی‌شناس و آموزگار اهل لهستان است.
از فیلم‌هایی که وی در آن‌ها نقش داشته‌است، می‌توان به چاقو در آب و پنج اشاره نمود.